# Oligoryzomys microtis
Oligoryzomys microtis és una espècie de mamífer rosegador de la família dels cricètids. Viu a Bolívia, el Brasil, el Paraguai i el Perú. Els seus hàbitats naturals són les selves tropicals, incloent-hi vegetació primària, vegetació secundària i les vores de les selves. És una espècie en risc mínim, és a dir, no sembla que hi hagi cap amenaça significativa per a la seva supervivència.